# Paradinas de San Juan
Paradinas de San Juan es un municipio y localidad española de la provincia de Salamanca, en la comunidad autónoma de Castilla y León. Se integra dentro de la comarca de la Tierra de Peñaranda. Pertenece al partido judicial de Peñaranda y a la Mancomunidad de Peñaranda.
Su término municipal está formado por un solo núcleo de población, ocupa una superficie total de 35,63 km² y según los datos demográficos recogidos en el padrón municipal elaborado por el INE en el año 2017, cuenta con una población de 413 habitantes.

## Historia

### Edad Media

#### Fundación y donación a la Orden de San Juan
Aunque no se descarta un primer poblamiento romano y visigodo de Paradinas, la fundación del actual Paradinas de San Juan obedece a la repoblación efectuada por los reyes de León en la Edad Media como forma de reforzar la frontera leonesa frente a los territorios castellanos, quedando Paradinas integrado posteriormente como territorio perteneciente a la Orden de San Juan, dentro del Reino de León. El topónimo de Paradinas podría significar "cercado" no descartándose que provenga directamente de "parada", palabra a que se le habría añadido el diminutivo -ino/-ina propio de la lengua leonesa.

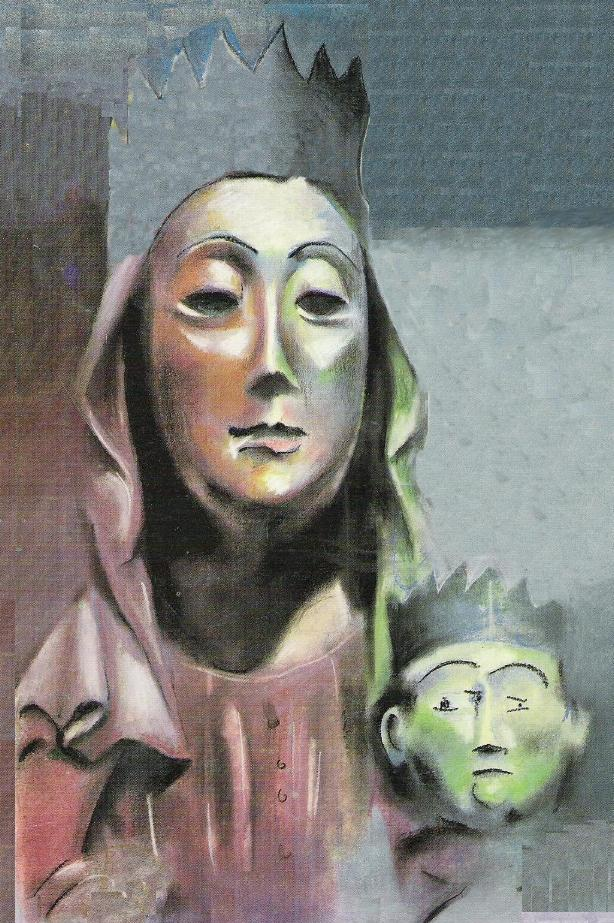
Virgen del Hinojal.

Paradinas se documenta por primera vez en 1113 cuando la reina Urraca I de León la dona a la Orden de San Juan. El topónimo, que ya aparece documentado en la Edad Media como "Paradinas", adoptó diversos sobrenombres: de Salamanca, de la Encomienda y el actual de San Juan, desde el Real Decreto de 1919.
De este modo, la Orden del Hospital y Militar de San Juan de Jerusalén, una vez había recibido de la monarquía leonesa la localidad, se instaló a principios del siglo XII en Paradinas, integrándola dentro de la Encomienda del Guareña, dependiendo de Paradinas, Villaescusa y San Cristóbal, dependientes del Prior de San Juan del Reino de León, priorato que aún existía a finales del siglo XVI, fecha en que seguían dependiendo del mismo estas localidades.

#### Paradinas en el conflicto fronterizo entre León y Castilla
En 1183 se trataron en esta villa las paces entre Fernando II de León y Alfonso VIII de Castilla. Se celebró Cortes en el palacio situado delante de la iglesia. Se llamó el Tratado de Fresno Lavandera, por estar cada uno de los reyes en sus reinados, el leonés en Fresno el Viejo y el castellano en Lavandera, hoy despoblado, donde se firmó finalmente el tratado fue en Castronuño cerca de unos lavajos en 1185.
Sin embargo, el Tratado de Fresno-Lavandera no consiguió una paz duradera entre los reinos de León y Castilla, y fruto de ello, se firmaron posteriores acuerdos de paz, como los de Sotohermoso (1188) y Tordehumos (1196), que también fueron sistemáticamente incumplidos. En este aspecto, Paradinas sufrió, por su situación fronteriza, uno de los ataques del ejército castellano en el año 1197, en el que llegaron a hacerse con la villa y su castillo, retomando su control Alfonso IX de León unos meses más tarde, restituyendo a la Orden de San Juan el control de la villa y la fortaleza dentro del reino leonés. No obstante, Paradinas siguió sufriendo los envites derivados de su ubicación fronteriza, con el respiro temporal que supusieron nuevos pactos de paz entre leoneses y castellanos en 1197, 1206 y 1212, cerrándose definitivamente este conflicto fronterizo con el Tratado de Toro de 1218.

### Edad Moderna
Ya en la Edad Moderna, pasaron por Paradinas, personajes ilustres de diferentes épocas como Santa Teresa, Fray Luis de León, San Juan de la Cruz, Vasco de Quiroga, Santo Tomás de Villanueva, etc. [cita requerida].

#### El Obispo Alonso de Paradinas
En este pueblo de Paradinas nació el Obispo Alonso o Alfonso de Paradinas en el año 1395, que falleció a los 90 años en 1485, en Roma. Fue estudiante en el colegio salmantino de San Bartolomé, llegando a Catedrático en la Universidad de Salamanca. Asimismo, fue reconocido como Obispo de Ciudad Rodrigo el 20-X-1469, perteneciendo a la "Orden Carmelita", siendo un Prelado de muchos recursos. Participando en numerosos encuentros en tiempos de Juan II y su valido Álvaro de Luna, en 1423 ya estaba en Roma deshaciendo entuertos como secretario de apostólico, escritor y auditor del sacro Palacio en la Curia Pontificia.
Por otro lado, Alonso de Paradinas mandó reformar en Paradinas de San Juan la cabecera y arcos de la iglesia (hoy ermita del Cristo), y colocó allí su escudo de armas. Dicho escudo del Prelado tiene por armas: Un fondo dorado, "Oro" y el chevro del mismo metal "oro", en su vértice lleva una concha". Las conchas las colocaron en su sepulcro de Roma, en los costados del sarcófago funerario en la capilla de Santiago y Monserrato se pueden observar. Este escudo parece un mantelado el de la Orden Carmelita con sus Estrellas arriba y una abajo de color combinado blancas y marrones.
Asimismo, siendo partidario de las ideas renacentistas, mandó construir en Roma a Paolo Romano la iglesia de Santiago de los Españoles, y compró a sus expensas varias casas donde construyó la primera parte del edificio del Hospital. En 1803 después de muchas intromisiones de Reyes, Príncipes jefes de diplomacia y de más interesados se fusionaron las dos Iglesias de Santiago y la de los Catalanes Montserrat. La fundación del Hospital y después la iglesia de Santiago. Además, este Obispo fue copista del Libro del buen amor, del arcipreste de Hita, conservándose su copia en la biblioteca histórica de la Universidad de Salamanca. Por otro lado, cabe reseñar que hubo otro familiar de este Obispo, canónigo, cuyo escudo de armas poseía dos borlones, que vivió en Salamanca después de la muerte de Alonso de Paradinas, llegando a solicitar parte de la herencia de su tío.

### Edad Contemporánea
Con la creación de las actuales provincias en la división provincial de 1833, Paradinas quedó adscrito a la de Salamanca, dentro de la Región Leonesa, formando parte del partido de Peñaranda de Bracamonte.

## Geografía humana

### Demografía
Cuenta con una población de 384 habitantes (INE 2024).
| Gráfica de evolución demográfica de Paradinas de San Juan entre 1842 y 2021 |
| |
| Población de derecho según los censos de población del INE Población de hecho según los censos de población del INEEn estos censos se denominaba Paradinas: 1842, 1857, 1860, 1877, 1887, 1897, 1900 y 1910 |

## Monumentos y lugares de interés

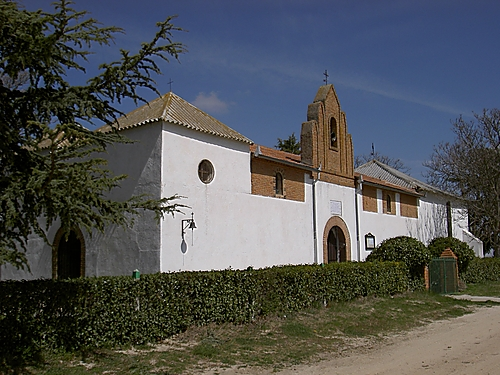
Fachada de la ermita de Nuestra Señora del Hinojal.

### Ermita de Nuestra Señora del Hinojal
La ermita data de los Siglos XII - XIII está ubicada a las afueras del pueblo, asentada en lo alto de un montículo del terreno, vigila y protege con su manto al pueblo y sus gentes.
Entre la parte que es hoy Cámara de la Virgen y a la vez presbiterio, y la parte dedicada al pueblo, tenía un robusto arco románico de cal y ladrillo; pero al ser restaurada la ermita, fue derribado, el 31 de diciembre de 1934. La ermita fue abandonada en 1870. La imagen de la Santísima Virgen del Hinojal fue trasladada a la iglesia parroquial, siendo colocada, en su propio retablo de la ermita, adosado a la pared norte del templo. Este altar desapareció al ser restaurada la iglesia parroquial (1975-1976). El pozo del agua milagrosa (contra las viruelas) fue reconstruido en 1927 y ocho años más tarde daría comienzo la reconstrucción de la ermita.

### Iglesia parroquial de San Pedro Apóstol
La iglesia es de estilo románico-mudéjar. El templo es de ladrillo y piedra, con tres naves, la central terminada en ábside semicircular y las otras en capillas rectangulares. 
Sobre la meridional se alza una sólida torre de ladrillo. La portada meridional, de piedra, consta de dos arquivoltas de medio punto, sobre columnas de capiteles muy decorados.
El interior es muy variado, tanto en materiales como en decoración.

## Cultura

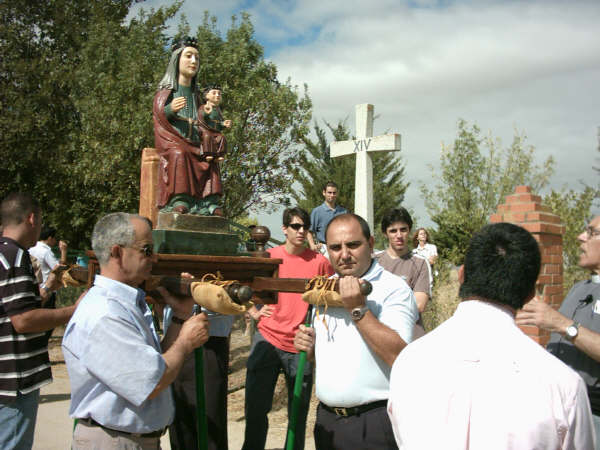
Fiestas del Hinojal.

### Fiestas
Los días 29/30 de junio se celebran las fiestas patronales de San Pedro Apóstol.
El último fin de semana de agosto se celebra la romería de Nuestra Señora del Hinojal. Tradicionalmente se celebraba el día 8 de septiembre, y que fue trasladada para que hubiera más afluencia de gente.

### Asociaciones
Desde el año 2012 viene funcionando una Asociación cultural llamada "ParadineANDO", esta asociación surgió por las ganas de hacer actividades y dinamizar la vida de sus habitantes. Actualmente cuenta con un gran número de socios, entre los que se encuentran no solo los habitantes de este municipio, si no de los municipios cercanos. Esta asociación tiene también fines benéficos.

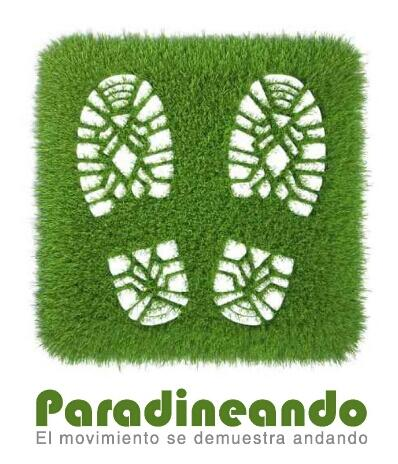
Logo de Paradineando.

## Paradinenses ilustres
- Alfonso de Paradinas, copista del Libro de buen amor y Obispo.
- Felipe Yagüe Hernández, jugador de fútbol sala.
- Javier Serrano García, jugador de fútbol sala, Zamora.
- Roberto Martín González, tiro olímpico, Selección Nacional Año 2001 a 2012 -- Campeón de España 2001 "Junior" -- Campeón de España 2003 "Copa Príncipe de Asturias" Premio Relevo Junta CyL "2001-2002-2003" -- Triple Medalla de Oro Campeonato Iberoamericano de Selecciones "2010"--Campeón de España 2010 -- Junco de Oro al mejor Deportista Local Ayuntamiento de Laguna de Duero Año 2011.
- Gabriel Palomero Díaz, canónigo Lectoral de la catedral de Santander (1903-1995).
- Manuel Cuesta Palomero, canónigo Maestre Escuela de la Catedral de Salamanca. Murió en Tierra Santa en la iglesia de Caná de Galilea el 25 de septiembre de 2007.

## Administración y política
| Partido político                                     | 2019  | 2019  | 2019       | 2015  | 2015  | 2015       | 2011  | 2011  | 2011       | 2007  | 2007  | 2007       | 2003  | 2003  | 2003       |
| Partido político                                     | %     | Votos | Concejales | %     | Votos | Concejales | %     | Votos | Concejales | %     | Votos | Concejales | %     | Votos | Concejales |
| Partido Popular (PP)                                 | 70,48 | 222   | 6          | 52,71 | 175   | 4          | 47,88 | 181   | 4          | 56,76 | 235   | 4          | 57,21 | 250   | 4          |
| Paradinas de San Juan En Común (PEC)                 | 18,41 | 58    | 1          | —     | —     | —          | —     | —     | —          | —     | —     | —          | —     | —     | —          |
| Partido Socialista Obrero Español (PSOE)             | 10,16 | 32    | 0          | 9,34  | 31    | 0          | 17,99 | 68    | 1          | 16,67 | 69    | 2          | 15,33 | 67    | 1          |
| Plataforma Ciudadana por Paradinas de San Juan (PCP) | —     | —     | —          | 37,05 | 123   | 3          | —     | —     | —          | —     | —     | —          | —     | —     | —          |
| Coalición SI por Salamanca (SI)                      | —     | —     | —          | —     | —     | —          | 31,48 | 119   | 2          | —     | —     | —          | —     | —     | —          |
| Unión del Pueblo Salmantino (UPSa)                   | —     | —     | —          | —     | —     | —          | —     | —     | —          | 25,60 | 106   | 2          | —     | —     | —          |
| Unidad Regionalista de Castilla y León (URCL)        | —     | —     | —          | —     | —     | —          | —     | —     | —          | —     | —     | —          | 25,86 | 113   | 2          |